# 덤불쥐속
덤불쥐속(Thamnomys)은 쥐과 쥐아과에 속하는 설치류 속 분류군이다. 중앙아프리카 동부 지역에서 발견되는 3종을 포함하고 있다.

## 특징
작은 설치류로 꼬리 길이 160~215mm를 제외한 몸길이가 125~156mm이다. 몸무게는 최대 66g이다.

## 분포
중앙아프리카에 널리 분포한다.

## 하위 종
- 켐프덤불쥐 (Thamnomys kempi)
- 해트덤불쥐 (Thamnomys major)
- 토마스덤불쥐 또는 차밍덤불쥐 (Thamnomys venustus)